# Варваринский (Ростовская область)
Варва́ринский — хутор в Шолоховском районе Ростовской области России.
Входит в состав Меркуловского сельского поселения.

## География
Расположен в 14 км от хутора Меркуловского, в 4 км от реки Дон.

## История
В составе Области Войска Донского хутор входил в станицу Мигулинскую. На его территории находилась Покровская церковь.

## Население
| 2010 |
| ---- |
| 155  |

## Улицы
В хуторе 3 улицы:
- ул. Большая,
- ул. Горская,
- ул. Сухарная.